# Ventanilla
 Ventanilla  és un districte de la Província Constitucional de Callao al Perú, i un dels sis districtes que comprenen la ciutat de Callao. Cobrint més que la meitat del territori de la província, és el districte més gran de Callao.
L'actual alcalde de Ventanilla és Omar Alfredo Marcos Arteaga. Es va establir oficialment com a districte el 28 de gener de 1969. La primera pedra per a l'edifici de Ventanilla es va posar el 24 de setembre de 1960 on ara és l'Església Central de Ventanilla San Pedro Nolasco.

## Geografia
El districte té una superfície total de 73.52 km². El seu centre administratiu està situat a 71 metres sobre el nivell del mar.
Ventanilla està situat a la part nord de la província i les coordenades del seu centre són 11° 51′ 20″ S, 77° 04′ 25″ O / 11.85556°S,77.07361°O.
Ventanilla té vuit zones urbanes i més de 160 barris.
Limita al nord amb Santa Rosa (Lima) i Ancón (els dos a la Província de Lima); a l'est amb Puente Piedra (Província de Lima);
cap al sud amb Callao, i San Martín de Porres (Província de Lima); i a l'oest amb l'oceà Pacífic.

## Demografia
Segons el Cens del Perú 2005 de l'INEI, el districte té 243.526 habitants i una densitat de població de 3.312,4 persones/km².